# Marcantonio Bragadin (sommergibile)
Il Marcantonio Bragadin è stato un sommergibile della Regia Marina.

## Storia
Originariamente il nome del sommergibile era Marcantonio Bragadino. Dopo il completamento fu dislocato a La Spezia, in seno alla II Squadriglia Sommergibili; nel 1934 fu trasferito a Taranto.
Il 7 dicembre 1935 fu speronato accidentalmente dal sommergibile Tito Speri, sbandando violentemente per l'urto ma senza riportare gravi danni.
Nel 1939 fu distaccato presso la Flottiglia Scuola Comando, alle dipendenze della quale restò per qualche mese.
Eccetto il servizio addestrativo, durante il secondo conflitto mondiale – all'inizio del quale si trovava stanziato a Taranto – fu impiegato quasi esclusivamente in missioni di trasporto.
Il 24 giugno 1940 (al comando del capitano di corvetta Bandino Bandini) partì da Napoli per la sua prima missione, ossia il trasporto a Tobruk di 27 tonnellate di rifornimenti destinati alla Regia Aeronautica. Secondo recenti ricerche sarebbe stato il Bragadin, durante la sosta a Tobruk del 28 giugno, e non l'incrociatore corazzato San Giorgio, a sparare la raffica di mitragliera che accidentalmente abbatté l'aereo di Italo Balbo. Il sommergibile fece ritorno a Taranto il 4 luglio dopo aver subito una intensa e continua caccia: fu oggetto in tutto di tre attacchi aerei e due navali con bombe di profondità, che causarono la perdita di quattro uomini (due sottufficiali e due marinai).
Effettuò poi le riparazioni, protrattesi alcuni mesi insieme ad altri lavori, nell'Arsenale di Taranto.
Il 30 ottobre (con il capitano di corvetta Mario Vannutelli come nuovo comandante) posò 24 mine nei pressi di Navarino: fu l'unica volta che l'impianto per la posa di mine del sommergibile fu effettivamente impiegato.
Fra il 9 dicembre 1940 ed il 1º ottobre 1941 operò per la Scuola Sommergibili di Pola svolgendo 65 missioni addestrative e tre di vigilanza in Alto Adriatico.
Fu poi ridislocato a Messina ed in seguito a Taranto.
Il 17 dicembre 1941 (con il tenente di vascello Luigi Andreotti come comandante), partì da Taranto per Bengasi con circa 50 tonnellate di rifornimenti; diresse poi per Tripoli per via di un ordine inviato dalla base, ma si arenò nei pressi di Punta Tagiura, dovendo trasbordare il carico su motovelieri; fu poi disincagliato e trainato a Tripoli dal rimorchiatore Ciclope.
Disincagliato e riparato, fece ritorno a Taranto nel gennaio 1942.
Il 21 maggio 1943 evitò quattro siluri lanciati da un sommergibile nemico mentre – di ritorno da una missione di trasporto – rientrava da Lampedusa a Taranto.
In tutto il conflitto 1940-1943 effettuò undici missioni di trasporto.
Il 7 settembre 1943, nell'ambito del «Piano Zeta» (di contrasto al prossimo sbarco alleato a Salerno) fu inviato in Mar Ionio.
Alla proclamazione dell'armistizio si trovava dunque in agguato nel Golfo di Taranto e si consegnò agli Alleati ad Augusta; da lì, unitamente a cinque altri sommergibili e sotto la scorta del cacciatorpediniere HMS Isis (per evitare di essere accidentalmente attaccato da unità alleate), ripartì diretto a Malta, ove giunse il 16 settembre 1943.
Dal giugno 1940 all'armistizio il Bragadin aveva svolto in tutto 28 missioni di guerra, percorrendo complessivamente 16.153 miglia in superficie e 1581 in immersione.
Il 13 ottobre rientrò in Italia, insieme a 15 altri sommergibili.
A partire dallo stesso mese, inquadrato nel Gruppo Sommergibili Levante, fu impiegato per l'addestramento antisommergibile delle navi scorta britanniche ad Haifa e poi trainato a Taranto per un guasto. All'inizio di questo periodo, il 26 ottobre 1943, giunto ad Haifa alle 6.30, avrebbe dovuto trasportare rifornimenti all'isola di Lero, sotto assedio da parte dei tedeschi, ma fu giudicato inadatto al compito.
Fu radiato il 1º febbraio 1948 e quindi demolito.

## Nome
Il battello era intitolato al veneziano Marcantonio Bragadin, governatore di Cipro, martirizzato dai turchi dopo la battaglia di Famagosta del 1571.